# Sida cearensis
Sida cearensis är en malvaväxtart som beskrevs av Oskar Eberhard Ulbrich. Sida cearensis ingår i släktet sammetsmalvor, och familjen malvaväxter. Inga underarter finns listade i Catalogue of Life.